# Лондон-Лутон
Лондонський аеропорт Лутон англ. London Luton Airport (IATA: LTN, ICAO: EGGW) (початкова назва Міжнародний аеропорт Лутон англ. Luton International Airport) — міжнародний аеропорт, що розташований на околиці міста Лутон, Бедфордшир, Англія за 48 км на північ від Лондона. Аеропорт знаходиться за 3 км від переходу 10a автостради M1. 
В 2005 році обсяг пасажирських перевезень в аеропорту Лутон виріс на 21 % до 9,1 млн, та аеропорт став сьомим за завантаженістю та одним з найбільш швидкозростаючих аеропортів Великої Британії. Проте 2006 року зростання сповільнилося до 3 %, коли було перевезено 9410000 пасажирів. 
Аеропорт є хабом для:
- EasyJet
- TUI Airways
- Ryanair
- Wizz Air

## Історія

### Рання історія
Аеропорт було відкрито 16 липня 1938 керманичем авіаційного відомства Кінгслеєм Вудом Під час Другої світової війни Лутон був базою винищувачів ВПС Великої Британії. Аеропорт був розташований на вершині пагорбів, західна частина злітно-посадкової смуги знаходиться на 40 метрів нижче [Архівовано 24 травня 2011 у Wayback Machine.].
Після війни земля була повернута місцевому муніципалітету, які стали використовувати аеропорт для обслуговування чартерних авіакомпаній, таких як Autair (змінила назву на Court Line), Euravia (сьогодні TUI) і Monarch Airlines. У 1972 Лутонський аеропорт був найприбутковішим аеропортом у Великій Британії. Проте після банкрутства Court Line в серпні 1974 пасажиропотік аеропорту скоротився

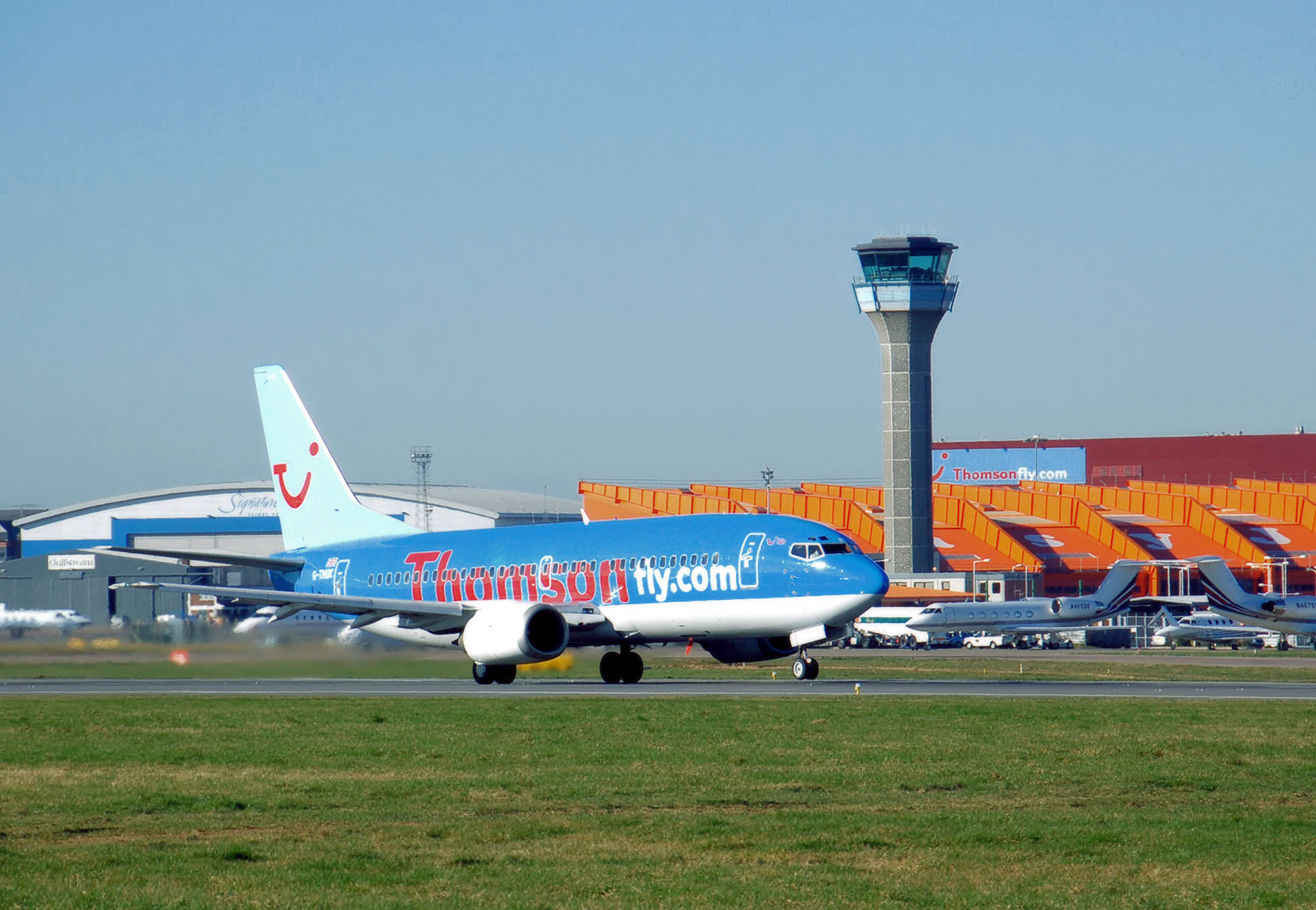
Вигляд аеропорту Лутон з південного боку. Boeing 737 -300 авіакомпанії Thomsonfly прямує повз вежі управління повітряним рухом.

### 1980-і і 1990-і
Наступні п'ятнадцять років відбувся процес реконструкції, в 1985 відкрився новий міжнародний термінал. У 1990 аеропорт отримав нову назву - Аеропорт Лондон-Лутон, щоб підкреслити зв'язок аеропорту зі столицею Великої Британії. У 1991 сталося друге за історію аеропорту зниження пасажирообігу, що було пов'язано з перенесенням операцій Ryanair в інший лондонський аеропорт, Станстед. Пізніше в 1990-s, MyTravel Group PLC розпочало чартерні рейси з аеропорту під маркою «Airtours» і нові регулярні рейси лоу-кост операторів Debonair і easyJet, останній організував в Лутоні хаб.
Головним напрямком розвитку в 1998 році стало будівництво терміналу за 40 млн ф. ст. з алюмінію і скла, за первинним проектом Foster and Partners. Термінал було офіційно відкрито в листопаді 1999 королевою і герцогом Единбурзьким. У новому терміналі розмістилися 60 стійок реєстрації, багажне обладнання та системи інформації про рейси, а також магазини, ресторани і бари.

## Аеропорт сьогодні
В аеропорту функціонує єдина злітно-посадкова смуга, спрямована зі сходу на захід, довжиною 2160 м на висоті 160 м. Злітно-посадкова смуга обладнана курсо-гліссадною системою по категорії IIIB, що дозволяє аеропорту працювати в умовах слабкої видимості Всі засоби обслуговування аеропорту знаходяться на північ від злітно-посадкової смуги. Велика частина стоянок літаків розташована на північній стороні будівлі терміналу, далеко від злітно-посадкової смуги, з якою пов'язані U-подібною стерновою доріжкою і перонами, які оточують термінал.
З північної сторони U знаходиться перон, оточений безперервною лінією ангарів та інших споруд. Лутон є головною базою техобслуговування для кількох авіакомпаній, в тому числі Thomsonfly , Monarch і easyJet . Контрастуючи з забудованої північною частиною перону, південна його частина є повністю сільською, там знаходиться декілька окремих ферм і будинків, які розташовані поруч з межею аеропорту. 
Аеропорт знаходиться в муніципальній власності, належить міській раді Лутон, але управляється приватним підприємством London Luton Airport Operations Limited (LLOAL). Аеропорт Лутон володіє ліцензією аеродрому (номер P835), яка дає право обслуговування пасажирських рейсів і навчання пілотів. У Лутоні найбільша кількість таксі на душу населення у Великій Британії , що безпосередньо пов'язано з роботою аеропорту. Аеропорт став грати ще більш важливу роль в економіці Лутон після недавнього закриття фабрики Vauxhall Motors.

## Авіалінії та напрямки, лютий 2021

### Пасажирські
| Авіакомпанія | Пункт призначення |
| ------------ | --- |
| Blue Air     | Бакеу, Бухарест (з 28 березня 2021) |
| easyJet      | Абердин, Аліканте, Амстердам, Барселона, Белфаст, Берлін, Бордо, Катанія, Дортмунд, Единбург, Фару, Женева, Глазго, Інвернесс, Краків, Лансароте, Лісабон, Любляна, Ліон, Мадрид, Малага, Мілан–Мальпенса, Мюнхен, Неаполь, Ніцца, Пальма-де-Мальорка, Пафос, Париж–Шарль де Голль, Піза, Порту, Прага, Рейк'явік, Тель-Авів, Тенерифе-Південний, Венеція, Цюрих Сезонний: Анталія, Бодрум, Корфу, Даламан, Дубровник, Фуертевентура, Гран-Канарія, Гренобль, Іракліон, Хургада (з 2 червня 2021),, Ібіца, Інсбрук, Джерсі, Ларнака (з 29 травня 2021),, Марракеш (з 29 березня 2021),, Менорка, Монпельє, Міконос, Ольбія, Палермо, Превеза (з 28 червня 2021),, Пула, Родос, Зальцбург, Санторіні (з 30 травня 2021),, Шарм-ель-Шейх (з 3 липня 2021), Спліт, Салоніки, Турин, Закінф (з 1 травня 2021)                     |
| El Al        | Тель-Авів |
| FlyOne       | Кишинів (з 29 березня 2021) |
| Ryanair      | Аліканте, Афіни, Барселона, Безьє, Болонья, Бидгощ, Корк, Дублін, Каунас, Керрі, Нок, Краків, Лансароте, Малага, Мальта, Ряшів, Тенерифе-Південний, Вільнюс Сезонний: Фару, Фуертевентура, Жирона, Гран-Канарія |
| SunExpress   | Сезонний: Анталія, Ізмір Сезонний: Анкара, Газіантеп |
| TUI Airways  | Лансароте, Тенерифе-Південний Сезонний: Корфу, Даламан, Енфіда, Гран-Канарія (з 3 жовтня 2022), Пальма-де-Мальорка, Родос, Закінф |
| Wizz Air     | Аліканте (з 28 березня 2021),Афіни, Бакеу, Белград, Братислава, Бухарест, Будапешт, Бургас, Кишинів, Клуж-Напока, Констанца, Крайова, Даламан (з 29 березня 2021), Дебрецен, Фару, Фуертевентура, Мадейра, Гданськ, Гібралтар, Гран-Канарія, Яси, Катовиці, Каунас, Кошице, Краків, Київ-Жуляни, Ларнака, Лісабон, Люблін, Львів, Малага, Мілан-Мальпенса, Москва-Внуково, Охрид, Ольштин, Паланга, Пальма-де-Мальорка, Попрад-Татри, Порту, Познань, Приштина, Рейк'явік, Рига, Ст Петербург, Сараєво (з 21 травня 2021),, Сату-Маре, Сібіу, Скоп'є, Софія, Сучава, Таргу-Мурес, Тель-Авів, Тенерифе-Південний, Салоніки, Тимішоара, Тирана, Варна, Відень, Вільнюс, Варшава–Шопен, Вроцлав Сезонний: Кастельйон, Катанія, Корфу, Гренобль, Іракліон, Марракеш (з 1 листопада 2021), Родос, Санторіні, Спліт, Тромсе, Закінф |

### Вантажні
| Авіакомпанія | Пункт призначення                                |
| ------------ | ------------------------------------------------ |
| DHL Aviation | Лейпциг/Галле                                    |
| MNG Airlines | Амстердам, Стамбул–Ататюрк, Париж–Шарль де Голль |

## Статистика
|                                                 | Пасажирообіг | Авіаційний трафік | Вантажообіг (тонн) |
| ----------------------------------------------- | ------------ | ----------------- | ------------------ |
| 1997                                            | 3,238,458    | 63,586            | 21,354             |
| 1998                                            | 4,132,818    | 70,667            | 25,654             |
| 1999                                            | 5,284,810    | 79,423            | 23,224             |
| 2000                                            | 6,190,499    | 84,745            | 32,992             |
| 2001                                            | 6,555,155    | 83,707            | 23,070             |
| 2002                                            | 6,486,770    | 80,924            | 20,459             |
| 2003                                            | 6,797,175    | 85,302            | 22,850             |
| 2004                                            | 7,535,614    | 94,379            | 26,161             |
| 2005                                            | 9,147,776    | 107,892           | 23,108             |
| 2006                                            | 9,425,908    | 116,131           | 17,993             |
| 2007                                            | 9,927,321    | 120,238           | 38,095             |
| 2008                                            | 10,180,734   | 117,859           | 40,518             |
| 2009                                            | 9,120,546    | 98,736            | 28,643             |
| 2010                                            | 8,738,717    | 94,575            | 28,743             |
| 2011                                            | 9,513,704    | 97,574            | 27,905             |
| 2012                                            | 9,617,697    | 96,797            | 29,635             |
| 2013                                            | 9,697,944    | 95,763            | 29,074             |
| 2014                                            | 10,484,938   | 101,950           | 27,414             |
| 2015                                            | 12,263,505   | 114,083           | 28,008             |
| 2016                                            | 14,645,619   | 128,519           | 25,426             |
| 2017                                            | 15,799,219   | 135,538           | 21,199             |
| 2018                                            | 16,581,850   | 136,511           | 26,193             |
| 2019                                            | 18,216,207   | 142,011           | 29,093             |
| Source: United Kingdom Civil Aviation Authority |              |                   |                    |

Див. джерело запитів Вікіданих та джерела.

## Транспорт
Зупинка всіх видів транспорту розташована на невеликій відстані від терміналу і має назву Лутон-Аеропорт-Парквей. Для зручності пасажирів працює човниковий автобус. Проїзд умовно-безкоштовний, якщо у вас є квиток на літак до/з Лутону, потяг або автобус. В іншому випадку, доведеться сплатити 1,60 фунта. Зупинка човникового автобуса розташована поруч з виходом з терміналу.

### Автотраси
Аеропорт знаходиться за декілька миль від автотраси M1, яка з'єднує Лондон з Лідсом і з'єднується з шосе M25. Поруч з терміналом знаходиться короткочасна автостоянка перебування, середньо- і довгострокова стоянки знаходяться на захід і на схід від терміналу відповідно, вони сполучені з терміналом автобусами. 

### Автобуси
Декілька автобусних операторів обслуговують аеропорт:
- National Express, вартість проїзду — 6 фунтів. Автобус прямує з Лутону через Фінчлі-Роуд, Сент-Джонс Вуд, Марілебон, Портман-Сквер, Голдерс-Грін на станцію Лондон-Вікторія з інтервалом в 20 хвилин. Тривалість маршруту National Express становить від однієї до півтори години, в залежності від трафіку. Експреси National Express перевозять пасажирів, також між аеропортами Лондона.

Прямі маршрути з аеропорту Лутон відбуваються регулярно до 10 разів на день в:
- - № 707 Нортгемптон
  - №737 Хай-Вайкомб і Оксфорд
  - №767 Лестер і Ноттінгем
  - №777 Ковентрі і Бірмінгем
  - № 787 Кембридж
- Greenline здійснює маршрут №757 з аеропорту Лутон до Брент-Крос, Фінчлі-Роуд, Бейкер-Стріт, Марбл-Арч до автовокзалу Вікторія за 10 фунтів. Це цілодобовий маршрут з інтервалом руху від 10 до 30 хвилин.
- Busway обслуговує місцеві перевезення по околицях: Аеропорт Лутон - Данстейбл, Хаутон, Реджіс, Тоддінгтон, Уотфорд, Сент-Олбанс, Мілтон-Кінс, Лейтон-Баззард, Харпенден. Автобуси відходять що 7 хвилин у піковий час.
- StageCoach обслуговує маршрут № 99 - з аеропорту до міста Лутон.
- easyBus обслуговує маршрут  з аеропорту до Бейкер-стріт, тривалістю 1 годину, з інтервалом 20-30 хвилин.

### Залізниця
Станція Лутон-Аеропорт-Парквей побудована в 1999 для обслуговування аеропорту. Вона розташована на Midland Main Line, від станції до Лондон-Сен-Панкрас, можна дістатися всього за 22 хвилини потягом оператора East Midlands Trains.
Потягами оператора Thameslink можна дістатися Бедфорд, Сент-Олбанс, Лондон, Уїмблдон, Саттон, Аеропорт Гатвік та Брайтон.
Потягами оператора East Midlands Trains можна також дістатися до Бедфорда, Веллінгборо, Кеттеринг, Корбі, Маркет-Харборо, Лестестер, Лафборо, Бестон та Ноттінгем.